# Onze-Lieve-Vrouw van Lourdeskerk (D'Hoppe)

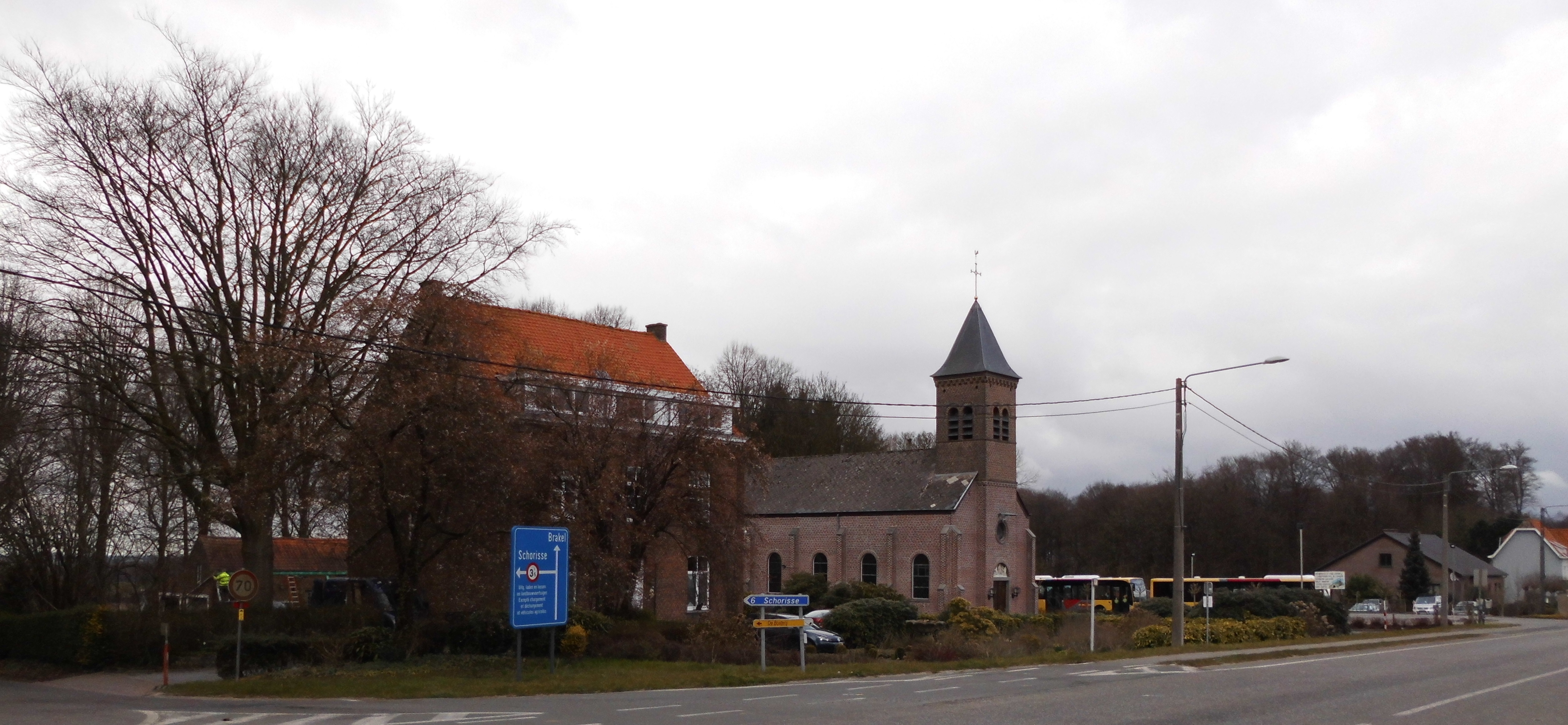
Onze-Lieve-Vrouw van Lourdeskerk

De Onze-Lieve-Vrouw van Lourdeskerk is een kerk in de tot de Henegouwse gemeente Vloesberg behorende plaats D'Hoppe, gelegen aan Houppe 57.
Deze kerk -met pastorie- werd gebouwd in 1888 door de paters Montfortanen. Het betreft een sober bakstenen kerkje met een ingebouwde toren op vierkante plattegrond. Deze kerk vertoont neoromaanse stijlelementen. Boven de toegangsdeur bevindt zich een timpaan dat Maria met Kind, geflankeerd door engelen, toont.
In 1938 werd naast de kerk een Lourdesgrot opgericht, gebouwd in gewapend beton. Verder kwam er een standbeeld van Louis-Marie Grignion de Montfort, oprichter der Montfortanen. Achter dit alles werd een klein processiepark opgericht met kruiswegkapelletjes, een kruisbeeld en een calvarie.